# Marcus Camby
Marcus Dion Camby (Hartford, Connecticut; 22 de marzo de 1974) es un exjugador de baloncesto estadounidense que disputó 17 temporadas en la NBA. Con 2,11 metros de estatura jugaba en la posición de pívot. Fue considerado uno de los mejores interiores defensivos durante su carrera, llegando a ganar el premio a Mejor Defensor en 2007, siendo elegido en el mejor quinteto defensivo y liderando la clasificación de tapones por partido durante cuatro temporadas.

## Trayectoria deportiva

### Universidad
Estudió en la Universidad de Massachusetts Amherst, la misma a la que acudió uno de los grandes jugadores de todos los tiempos, Julius Erving. Ganó el título de Universitario del Año en 1996, así como el Premio John R. Wooden, y promedió, en sus tres temporadas, 15,1 puntos, 7 rebotes y 3,8 tapones por encuentro. Debido a que se descubrió que Camby había aceptado dinero de dos agentes, algo prohibido en la NCAA, decidió dar el salto a proefesionales un año antes de lo normal.

### Profesional

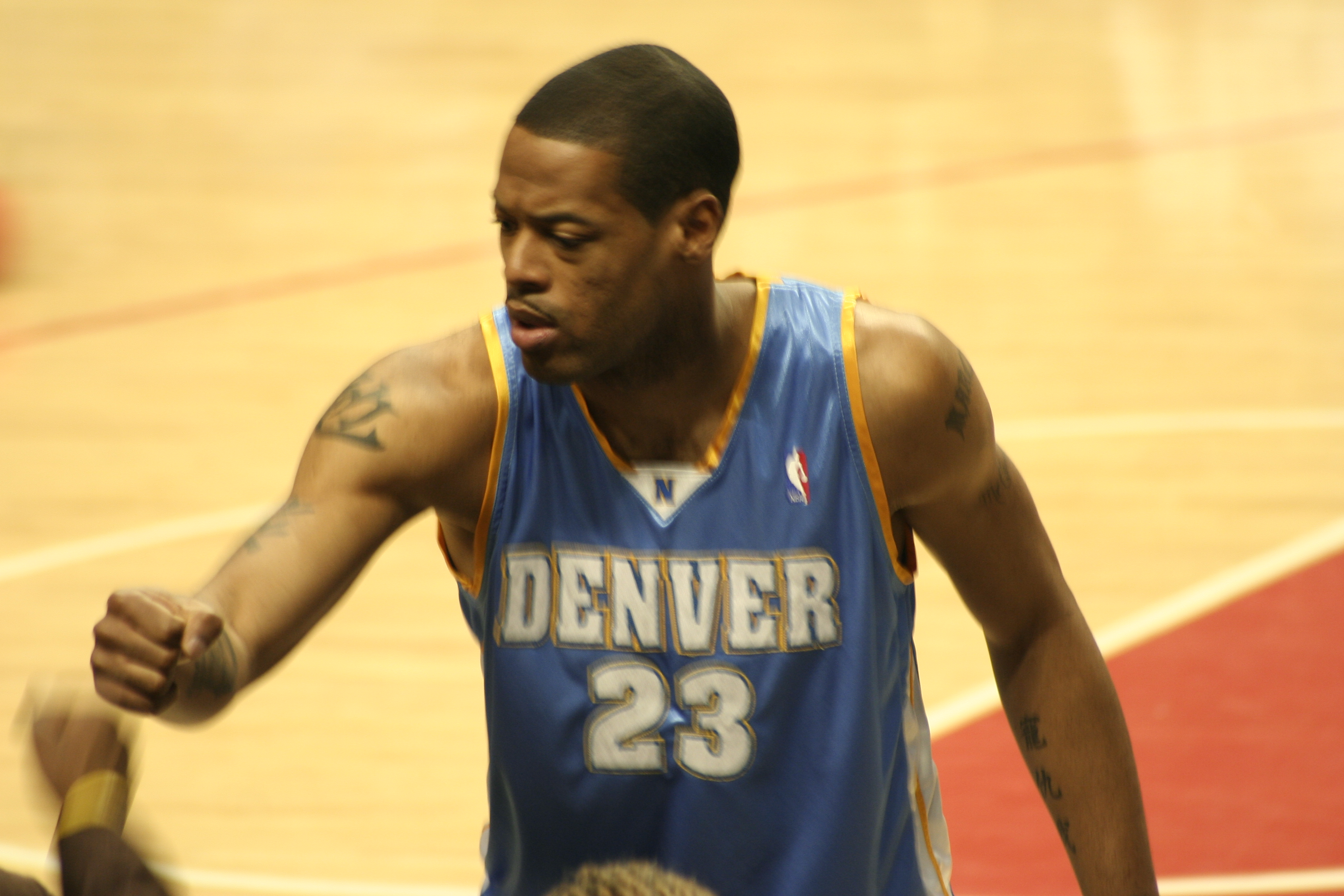
Camby con los Nuggets en 2008.

Fue elegido como número 2 del draft de la NBA de 1996 por los Toronto Raptors, que buscaban un pívot dominante bajo los tableros. En su primera temporada, y tras conseguir a mediados de la misma el puesto de titular, promedió 14,8 puntos, 6,3 rebotes y 2,1 tapones, lo que le valieron para ser incluido en el mejor quinteto de rookies del año, junto a Shareef Abdur-Rahim, Allen Iverson, Stephon Marbury y Antoine Walker.
En su segunda temporada, logró encabezar la lista de los mejores taponadores del campeonato, con un promedio de 3,7 tapones, lo cual no impidió que fuera traspasado al año siguiente a los New York Knicks, quizás a causa de haber sido detenido en el verano de 1997 por la policía por posesión de marihuana. Las lesiones impidieron a Camby destacar de forma relevante en Nueva York, aunque, a pesar de ello, promedió un doble-doble en las tres campañas que disputó allí. 
En junio de 2002 los Knicks le traspasan a Denver Nuggets a cambio de Antonio McDyess.
En 2006 se vio involucrado en un monumental alboroto en un partido contra los Knicks, en la cual hasta 10 jugadores fueron expulsados, aunque Camby no fue finalmente sancionado. La peor parte se la llevó  su compañero Carmelo Anthony, con una sanción de 15 partidos. Esa misma temporada recibe el galardón al Mejor Defensor del año.
El 15 de julio de 2008 fue traspasado a Los Angeles Clippers a cambio de una segunda ronda de draft de 2010. El 16 de febrero de 2010, Camby fue traspasado a Portland Trail Blazers por Steve Blake, Travis Outlaw y dinero.
El 15 de marzo de 2012 fue traspasado a Houston Rockets a cambio de Jonny Flynn, Hasheem Thabeet y una primera ronda de draft. Disputó 19 encuentros con Houston, hasta final de temporada.
El 11 de julio de 2012 fue traspasado a New York Knicks a cambio de Toney Douglas, Josh Harrellson y Jerome Jordan y dos futuras elecciones de segunda ronda de draft. Pero se perdió gran parte de la temporada, debido a una fascitis plantar, disputando únicamente 23 encuentros.
El 10 de julio de 2013 fue traspasado a Toronto Raptors junto a Steve Novak a cambio de Andrea Bargnani. Pero fue cortado. Tras fichar nuevamente por los Rockets y de nuevo, a finales de octubre de 2013, ser cortado, se retiró oficialmente de la NBA.

## Estadísticas de su carrera en la NBA
|  | Líder de la liga |

### Temporada regular
| Año     | Equipo        | PJ  | PT  | MPP  | %TC  | %3P  | %TL  | RPP  | APP | ROB | TPP | PPP  |
| ------- | ------------- | --- | --- | ---- | ---- | ---- | ---- | ---- | --- | --- | --- | ---- |
| 1996–97 | Toronto       | 63  | 38  | 30.1 | .482 | .143 | .693 | 6.3  | 1.5 | 1.0 | 2.1 | 14.8 |
| 1997–98 | Toronto       | 63  | 58  | 31.8 | .412 | .000 | .611 | 7.4  | 1.8 | 1.1 | 3.7 | 12.1 |
| 1998–99 | New York      | 46  | 0   | 20.5 | .521 | .000 | .553 | 5.5  | .3  | .6  | 1.6 | 7.2  |
| 1999–00 | New York      | 59  | 11  | 26.2 | .480 | .500 | .670 | 7.8  | .8  | .7  | 2.0 | 10.2 |
| 2000–01 | New York      | 63  | 63  | 33.8 | .524 | .125 | .667 | 11.5 | .8  | 1.0 | 2.2 | 12.0 |
| 2001–02 | New York      | 29  | 29  | 34.7 | .448 | .000 | .626 | 11.1 | 1.1 | 1.2 | 1.7 | 11.1 |
| 2002–03 | Denver        | 29  | 9   | 21.2 | .410 | .400 | .660 | 7.2  | 1.6 | .7  | 1.4 | 7.6  |
| 2003–04 | Denver        | 72  | 72  | 30.0 | .477 | .000 | .721 | 10.1 | 1.8 | 1.2 | 2.6 | 8.6  |
| 2004–05 | Denver        | 66  | 66  | 30.5 | .465 | .000 | .723 | 10.0 | 2.3 | .9  | 3.0 | 10.3 |
| 2005–06 | Denver        | 56  | 54  | 33.2 | .465 | .091 | .712 | 11.9 | 2.1 | 1.4 | 3.3 | 12.8 |
| 2006–07 | Denver        | 70  | 70  | 33.8 | .473 | .000 | .729 | 11.7 | 3.2 | 1.2 | 3.3 | 11.2 |
| 2007–08 | Denver        | 79  | 79  | 34.9 | .450 | .300 | .708 | 13.1 | 3.3 | 1.1 | 3.6 | 9.1  |
| 2008–09 | L.A. Clippers | 62  | 55  | 31.0 | .512 | .250 | .725 | 11.1 | 2.0 | .8  | 2.1 | 10.3 |
| 2009–10 | L.A. Clippers | 51  | 51  | 31.3 | .466 | .333 | .659 | 12.1 | 3.0 | 1.4 | 1.9 | 7.7  |
| 2009–10 | Portland      | 23  | 23  | 31.2 | .497 | .000 | .581 | 11.1 | 1.5 | 1.1 | 2.0 | 7.0  |
| 2010–11 | Portland      | 59  | 51  | 26.1 | .398 | .000 | .614 | 10.3 | 2.1 | .7  | 1.6 | 4.7  |
| 2011–12 | Portland      | 40  | 40  | 22.4 | .416 | .000 | .474 | 8.8  | 1.9 | .8  | 1.4 | 3.8  |
| 2011–12 | Houston       | 19  | 13  | 24.1 | .484 | .400 | .423 | 9.3  | 1.7 | .9  | 1.5 | 7.1  |
| 2012–13 | New York      | 24  | 4   | 10.4 | .321 | .000 | .421 | 3.3  | .6  | .3  | .6  | 1.8  |
| Total   | Total         | 973 | 786 | 29.5 | .466 | .205 | .670 | 9.8  | 1.9 | 1.0 | 2.4 | 9.5  |

### Playoffs
| Año   | Equipo   | PJ | PT | MPP  | %TC   | %3P   | %TL  | RPP  | APP | ROB | TPP | PPP  |
| ----- | -------- | -- | -- | ---- | ----- | ----- | ---- | ---- | --- | --- | --- | ---- |
| 1999  | New York | 20 | 3  | 25.5 | .566  | .000  | .616 | 7.7  | .3  | 1.2 | 1.9 | 10.4 |
| 2000  | New York | 16 | 0  | 24.1 | .337  | .000  | .613 | 7.0  | .4  | .5  | 1.4 | 4.8  |
| 2001  | New York | 4  | 4  | 35.3 | .385  | .000  | .385 | 8.0  | 1.8 | .5  | 2.2 | 6.3  |
| 2004  | Denver   | 5  | 5  | 38.8 | .491  | .500  | .571 | 11.4 | 2.4 | .8  | 1.4 | 12.6 |
| 2005  | Denver   | 5  | 5  | 36.8 | .415  | .000  | .630 | 11.2 | 1.8 | .6  | 3.2 | 10.2 |
| 2006  | Denver   | 5  | 5  | 35.0 | .419  | .000  | .556 | 11.0 | 2.2 | .8  | 2.8 | 11.4 |
| 2007  | Denver   | 5  | 5  | 36.8 | .378  | .000  | .667 | 14.8 | 2.0 | .8  | 3.2 | 7.6  |
| 2008  | Denver   | 4  | 4  | 31.0 | .238  | 1.000 | .333 | 13.3 | 3.0 | 1.0 | 3.0 | 3.3  |
| 2010  | Portland | 6  | 6  | 29.7 | .421  | .000  | .500 | 10.0 | 2.3 | .7  | 1.2 | 5.8  |
| 2011  | Portland | 6  | 6  | 27.8 | .455  | 1.000 | .000 | 9.7  | 1.3 | .7  | 1.5 | 3.5  |
| 2013  | New York | 3  | 0  | 1.0  | 1.000 | .000  | .000 | .7   | .0  | .0  | .0  | .7   |
| Total | Total    | 79 | 43 | 28.4 | .443  | .429  | .578 | 9.0  | 1.2 | .8  | 1.9 | 7.5  |

## Logros y reconocimientos
- Elegido en el mejor quinteto de rookies en 1997.
- Elegido en el primer mejor quinteto defensivo de la NBA en 2 ocasiones (2007 y 2008).
- Elegido en el segundo mejor quinteto defensivo de la NBA en 2 ocasiones (2005 y 2006).
- Máximo taponador de la liga en 4 ocasiones (1998, 2006, 2007 y 2008).
- Mejor Defensor en 2007.